# Титяков, Михаил Андреевич
Михаи́л Андре́евич Титяко́в (18 июля 1925, Щигровский уезд, Курская губерния — 19 февраля 1986) — советский строитель, Герой Социалистического Труда (1966), депутат Верховного Совета СССР 8-го и 9-го созывов.

## Биография
Родился 18 июля 1925 года в селе Гущино Архангельской волости Старооскольского уезда Курской губернии РСФСР (ныне в Губкинском городском округе Белгородской области России). Трудовую деятельность начала в 1939 году, в колхозе «Стахановец». В 1943 году призван в РККА, участник Великой Отечественной войны, наводчик орудия, командир отделения. После демобилизации в 1948 году трудился в том же колхозе.
В 1949 году переехал в Южно-Сахалинск, работал плотником. Стал бригадиром комплексной бригады строительного управления № 2 Главстройтреста № 1 (позднее — треста «Сахалинпромстрой»). Член КПСС с 1962 года.
Указом Президиума Верховного Совета СССР от 11 августа 1966 года «за выдающиеся успехи, достигнутые в выполнении заданий семилетнего плана по капитальному строительству» ему присвоено звание Героя Социалистического Труда с вручением ордена Ленина и золотой медали «Серп и Молот».
Избирался депутатом Верховного Совета СССР 8-го и 9-го созывов. Делегат XXV съезда КПСС (1976) и XIV съезда профсоюзов (1968). Также избирался депутатом Сахалинского областного Совета депутатов (1967—1970).
После выхода на пенсию переехал в Краснодарский край, в город Белореченск, где скончался 19 февраля 1986 года.

## Награды и звания
- Заслуженный строитель РСФСР (1964)[1]
- Герой Социалистического Труда (11.08.1966)
- орден Ленина (11.08.1966)[1]
- орден Октябрьской Революции (05.04.1971)[1]
- орден Трудового Красного Знамени (04.03.1974)
- орден Дружбы народов (19.03.1981)
- орден Отечественной войны 2-й степени (11.03.1985)
- медали